# Amilcar de Castro (jurista)
Amilcar Augusto de Castro (Barbacena, 20 de agosto de 1892 – Belo Horizonte, 25 de junho de 1978) foi um juiz e acadêmico brasileiro, notado por sua obra em direito processual civil e, principalmente, em direito internacional privado.
Foi professor catedrático de direito internacional privado da Faculdade de Direito da Universidade Federal de Minas Gerais e presidente do Tribunal de Justiça de Minas Gerais.